# Fauglia
Fauglia là một đô thị ở tỉnh Pisa trong vùng Toscana thuộc Ý, có cự ly khoảng 60 km về phía tây nam của Florence và khoảng 20 km về phía đông nam của Pisa. Tại thời điểm ngày 31 tháng 12 năm 2004, đô thị này có dân số 3.298 người và diện tích là 42,4 km².
Fauglia giáp các đô thị: Collesalvetti, Crespina, Lorenzana, Orciano Pisano.